# 実存哲学
実存哲学（じつぞんてつがく、英語: Existential philosophy）とは、実存主義の哲学である。

## 概要
合理主義や実証主義に反対して、人間を理性や科学でとらえられない独自な存在とし、この人間の実存の構造と問題性を明らかにしようとする哲学である。

## 歴史
19世紀にキェルケゴールに始まり、ニーチェをへてヤスパース・ハイデッガーが体系化し，第二次世界大戦中，サルトル・カミュらが発展させた。